# Cessna AT-17 Bobcat
O Cessna AT-17 Bobcat é um avião bimotor militar fabricado pela empresa americana Cessna Aircraft Company, com capacidade para transportar até cinco passageiros. É a versão militar do Cessna T-50, criada para ser usada na Segunda Guerra Mundial.